# 苾蛺蝶族
苾蛺蝶族（學名：Biblidini）是蛺蝶科苾蛺蝶亞科中的一個族。物種主要分布於美洲及非洲的熱帶地區。

## 分類
- 朱履蛺蝶屬 Biblis
- 波蛺蝶屬 Ariadne
- 林蛺蝶屬 Laringa
- 寬蛺蝶屬 Eurytela
- 蛇紋蛺蝶屬 Neptidopsis
- 中黃蛺蝶屬 Mesoxantha
- 苾蛺蝶屬 Byblia
- 道玫蛺蝶 Mestra dorcas
- 端玫蛺蝶 Archimestra teleboas
- 圍蛺蝶屬 Vila